# Droseràcies
Les droseràcies (família Droseraceae) són una família de plantes amb flor de l'ordre de les cariofil·lals.
Són plantes carnívores. Les droseràcies són plantes que viuen en ambients pantanosos molt pobres en nutrients i resolen aquesta manca (principalment de nitrogen) amb la ingestió i digestió d'insectes o petits invertebrats.
El mecanisme per a capturar insectes en el gènere Drosera és actiu a base de tancar les fulles enganxifoses quan un insecte les toca i deixar-lo atrapat dins, on el digereix en el termini d'uns quants dies.

## Taxonomia
Hi ha un altre gènere (Drosophylla) que clàssicament havia estat inclòs dins aquesta família, però darrerament les dades moleculars i bioquímiques porten a segregar-la dins una nova família monoespecífica.

## Gèneres
La família conté tres gèneres amb un centenar d'espècies en l'actualitat:
- Aldrovanda
- Dionaea
- Drosera

### Gèneresextints
†Droserapollis

†Droserapites

†Droseridites

†Fischeripollis

†Palaeoaldrovanda

†Saxonipollis